# Aquädukt von Nikopolis

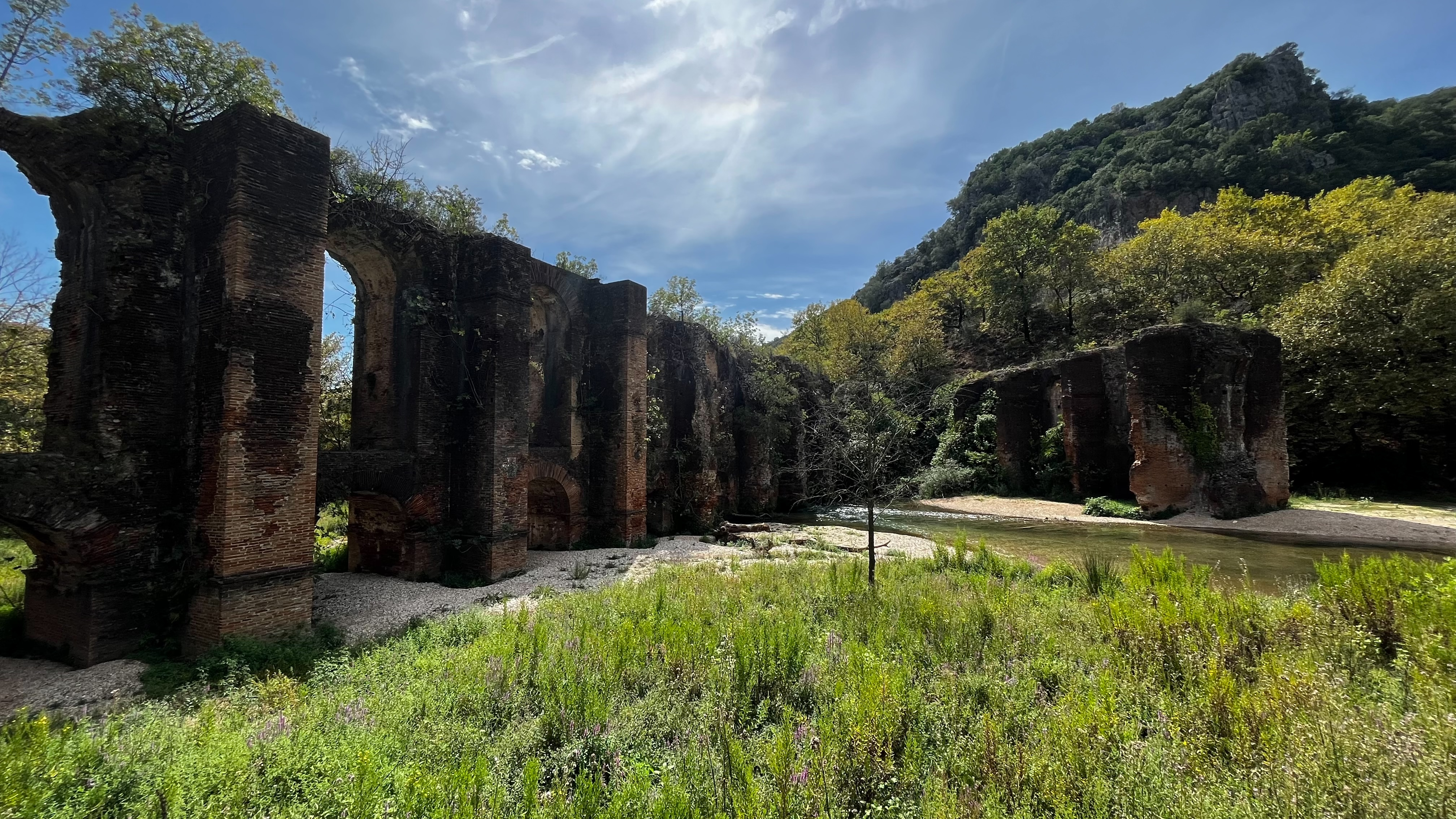
Reste der beiden Arkaden, die bei Agios Georgios den Louros queren

Der Aquädukt von Nikopolis (griechisch Ρωμαϊκό υδραγωγείο Νικόπολης Romaïkó ydragogeío Nikópolīs) ist eine rund 50 Kilometer lange antike römische Wasserleitung, die die Bewohner des antiken Nikopolis (altgriechisch Νικόπολις (f. sg.)) in Nordwestgriechenland mit frischem Trinkwasser versorgte.

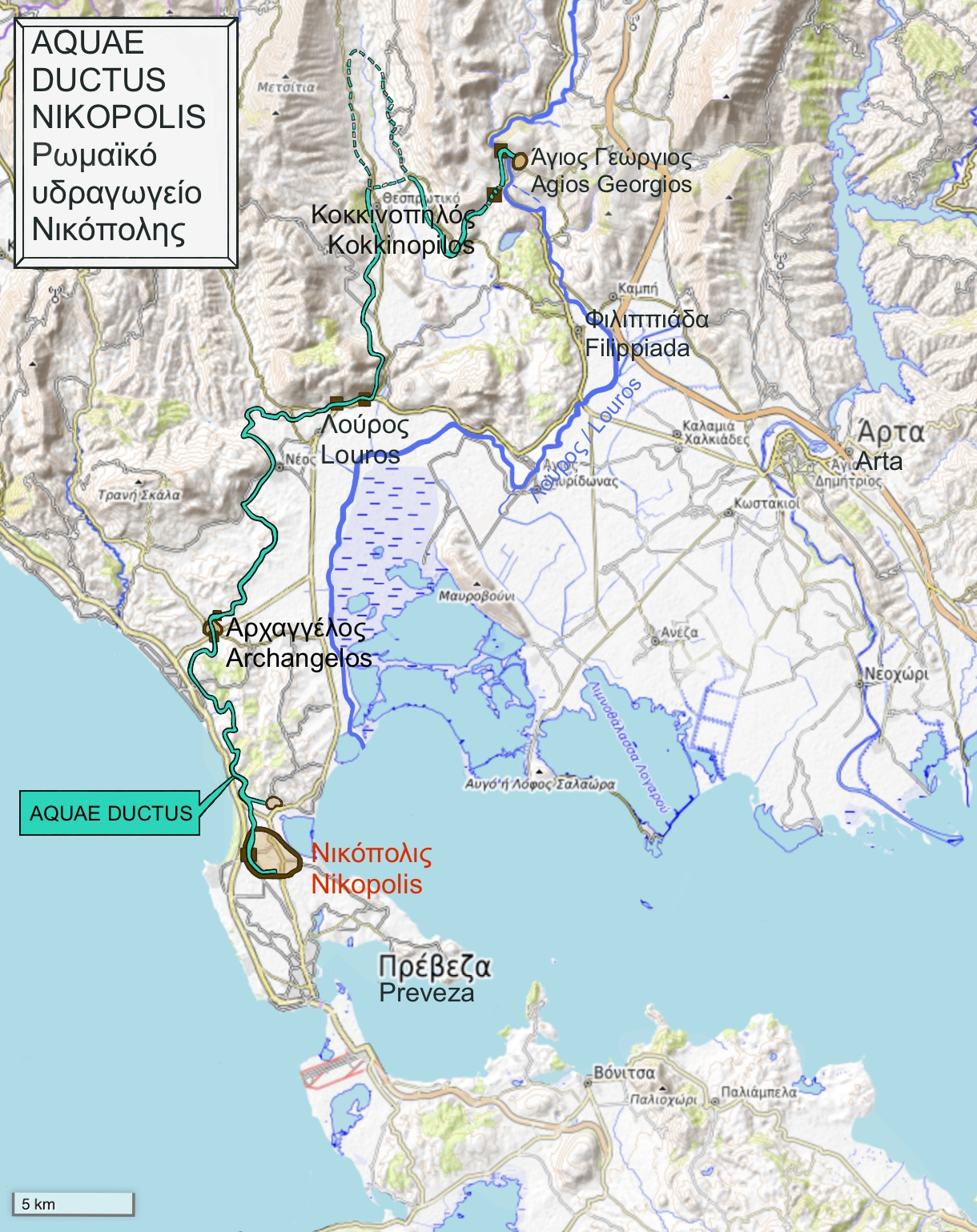
Karte des Verlaufs der Wasserleitung

## Geschichte
Die Stadt Nikopolis, 31 v. Chr. von Octavian gegründet, entwickelte sich rasch zu einer großen Metropole. Man schätzt, dass zu Blütezeiten 100.000 bis 150.000 Menschen in Nikopolis lebten – nach älteren Quellen sogar bis zu 300.000 Menschen. Nikopolis liegt auf einer Halbinsel, rund sechs Kilometer nördlich des heutigen Preveza. Die Versorgung der Großstadt mit sauberem Trinkwasser gestaltete sich schwierig, da mangels Flüssen in der Nähe nur kleine Quellen und Brunnen zur Verfügung standen. Zeitgenössische Texte beklagten die schlechte Wasserversorgung der Bäder in der Stadt.:44 f
Es gibt keine Quellen, die eine genaue Datierung des Baus des Aquädukts erlauben.:43 Ursprünglich wurde davon ausgegangen, dass der Aquädukt mit Gründung der Stadt errichtet wurde. Später ging man davon aus, dass der Aquädukt von Nikopolis aus dem 1. Jahrhundert n. Chr. stammt, vielleicht unter der Regierungszeit von Kaiser Nero angelegt wurde und unter Hadrian im 2. Jahrhundert Restaurationsarbeiten ausgeführt wurden. Neuere Quelle datieren die Vollendung des Aquädukts aber erst ins 2. Jahrhundert.
Unterschiedliche Bautechniken verweisen auf verschiedene Phasen des Baus, wobei nach Abschluss der ersten Bauphase noch kein Wasser bis Nikopolis floss. Es ist wahrscheinlich, dass die Wasserleitung erst unter der Herrschaft von Hadrian vollendet wurde. Für diese These sprechen neben den Bautechniken auch die Zeiten, wann an den Aquädukt angeschlossene Bauten in Nikopolis vollendet und sie auf dort geprägten Münzen dargestellt wurden. Eine erste Bauphase dürfte im 1. Jahrhundert gelegen haben.:43 f Es ist anzunehmen, dass die Bauphasen sich über mehrere Jahrzehnte erstreckten und Tausende von Sklaven beteiligt waren.
Nach der Vollendung des Aquädukts folgten mehrere weitere Bauphasen, während derer verschiedene Abschnitte erneuert und restauriert wurden.:43 f
Bereits im 4. Jahrhundert war der Aquädukt nicht mehr funktionstüchtig. Im Jahr 362 wurde der Aquädukt erstmals erwähnt: Unter Julian wurden damals in Nikopolis umfangreiche Arbeiten zur Erneuerung der Stadt durchgeführt, wozu auch die Wiederinbetriebnahme des Aquädukts gehörte. Im 5. Jahrhundert war der Aquädukt – mit dem Niedergang der Stadt – wieder verfallen. Im byzantinischen Nikopolis, das längst nicht mehr so bevölkerungsreich war und ein stark reduziertes Stadtgebiet umfasste, diente wohl vor allem eine kleine lokale Quelle, die heute noch vorhanden ist, der Wasserversorgung.:46
In der Neuzeit besuchten verschiedene Reisende die Reste des Aquädukts. Eine erste Beschreibung stammt von Evliya Çelebi aus dem Jahr 1668. Im 19. Jahrhundert untersuchten François Pouqueville und William Martin Leake die Stätten, gefolgt von weiteren Archäologen, die Nikopolis erforschten.:19
Untersuchungen am Aquädukt in den 1960er Jahren führten zu seiner Eintragung als Kulturdenkmal.:21 An den großen Brücken am Beginn des Aquädukts wurden von 1978 bis 1980 Unterhaltsarbeiten durchgeführt.:21 ff Später wurde der Verlauf der Wasserleitung genauer studiert und an verschiedenen Stellen ausgegraben.:24 In den Jahren 2011 bis 2015 zielte ein Projekt darauf ab, die Bekanntheit des Aquädukts von Nikopolis zu fördern. Hierzu wurden an sechs Stellen Grabungen durchgeführt und Arbeiten zur Erhaltung der antiken Stätten ausgeführt, die meist in schlechtem Zustand waren. Zudem wurden die Stätten touristisch erschlossen und der Aquädukt dokumentiert.

## Verlauf und einzelne Bauwerke
Der Aquädukt von Nikopolis hatte eine Länge von ungefähr 50 Kilometern. Überreste finden sich an verschiedenen Stellen im Regionalbezirk Preveza.
Das Gefälle (Höhenunterschied) zwischen Anfang und Endpunkt der Wasserleitung beträgt 81 Meter. Luftlinie sind die beiden Punkte 30 Kilometer voneinander entfernt.
Auch die nördliche Vorstadt (suburbium) Proasteion, wo sich Theater und Stadion von Nikopolis befanden und wo alle vier Jahre die Aktischen Spiele stattfanden, wurde von einer abzweigenden Nebenleitung durch den Aquädukt mit Wasser versorgt.:27

### Ausführung der Wasserleitung

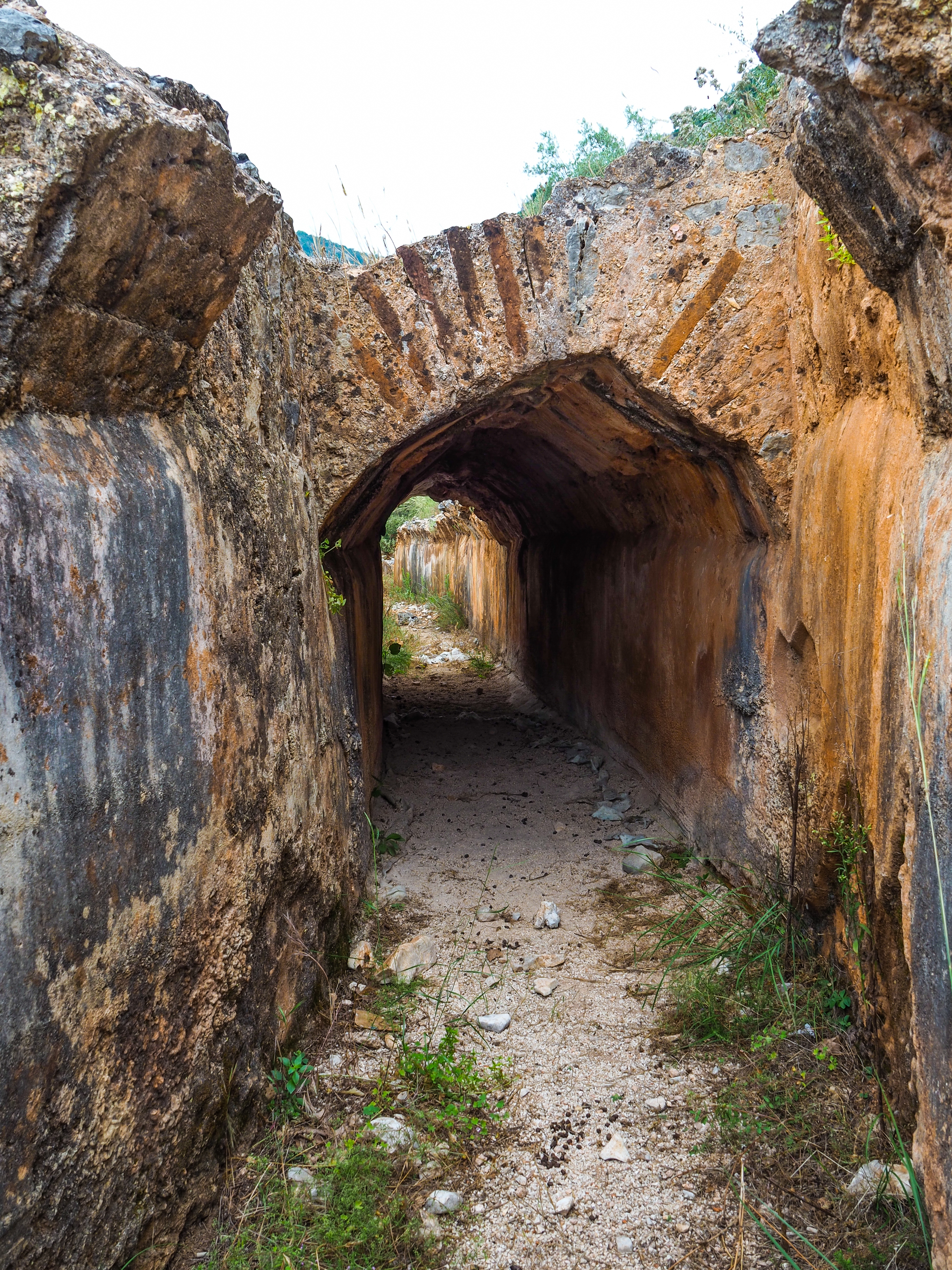
Erhaltene Reste des Kanals mit originaler Überdeckung bei Agios Georgios

Die gedeckte Wasserleitung war vorwiegend als Rinne in den Hang gegraben und folgte dem Gelände – größere Kunstbauten waren die Ausnahme. Immer wieder verläuft die Leitung auch unterirdisch.
Die Rinne (lateinisch specus) hatte eine Breite von 75–90 Zentimeter. Die talseitige Wand war aus Schutt und Mörtel errichtet. Die senkrechten Wände und der Boden waren mit wasserundurchlässigem Mörtel (caementicium) verkleidet; Reste davon finden sich noch heute an vielen Stellen. Der Kanal war von einem Gewölbe oder gegossenem Beton überdacht, so dass ein rund 1,2 Meter hoher Innenraum entstand.:31 Dieser war in regelmäßigen Abständen von Belüftungs- und Zugangsschächten (putei) erschlossen.

### Quelle in Agios Georgios
Die Wasserleitung wurde mit Quellwasser gespeist, das in Agios Georgios (griechisch Άγιος Γεώργιος) aus dem Berg tritt. Dieses Dorf liegt sieben Kilometer nördlich von Filippiada (griechisch Φιλιππιάδα) im Tal des Louros: Über 80 Kilometer windet er sich von Norden nach Süden durch das gebirgige Epirus und mündet bei Nikopolis in den Ambrakischen Golf. 
Die „Quelle des Louros“ bei Agios Georgios ist das Ende eines mächtigen Aquifers, der am nordwestlichen Dorfeingang aus dem karstigen Berg tritt. Ihre Schüttung beträgt rund 2,8 m³/s. Die Quelle versorgt noch heute Orte im weiteren Umland: Ihr Wasser wird bis Arta, Preveza und Lefkada geleitet.:27

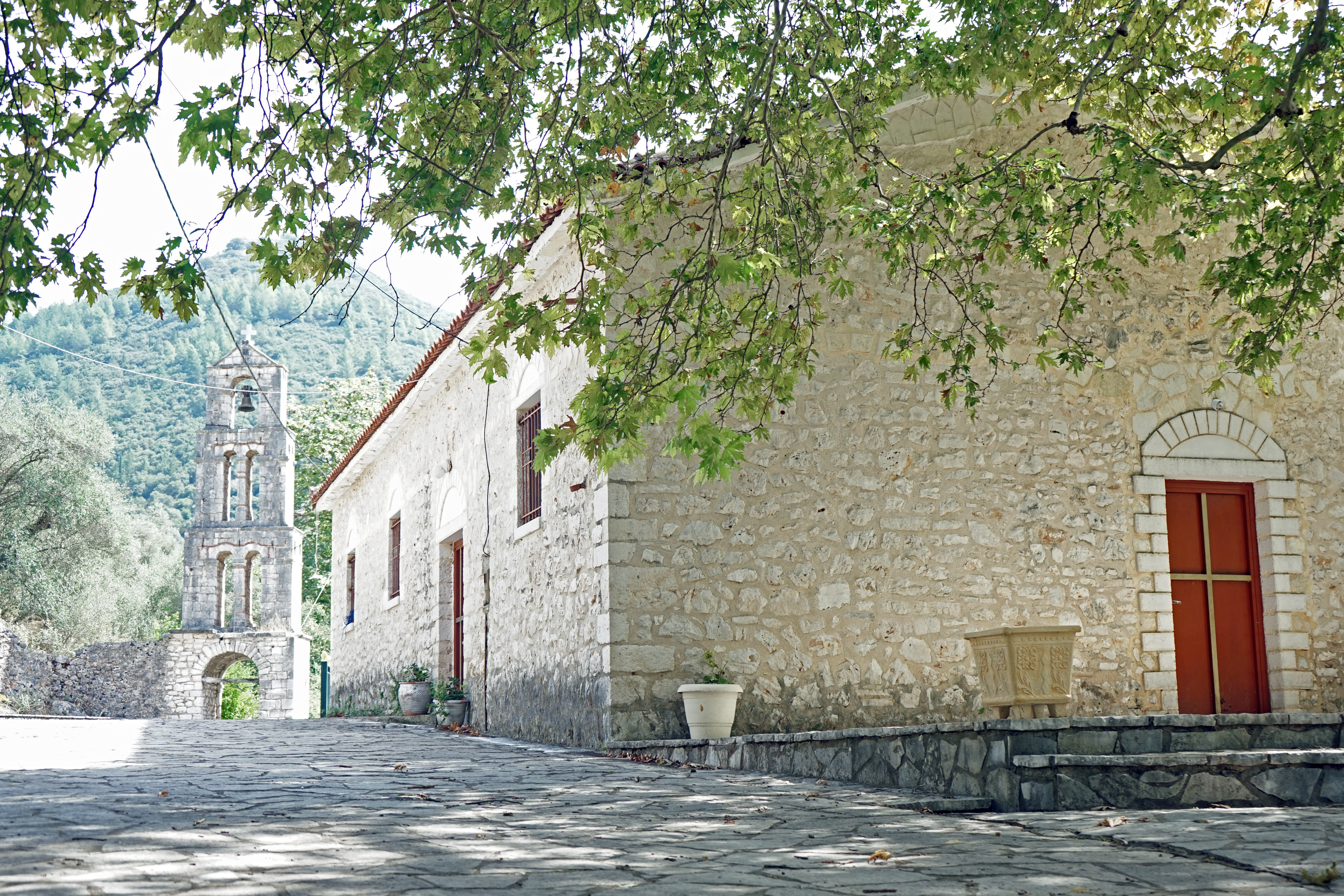
Kirchhof der Kirche Agios Georgios – antike Mauern wurden links der Kirche entdeckt

Bei der Quelle steht eine dem heiligen Georg gewidmete Kirche (Ιερός Ναός Αγίου Γεωργίου). An dieser Stelle befand sich in der Antike ein Sammelbecken, von dem aus das Wasser in die Leitung geführt wurde. François Pouqueville will zu Beginn des 19. Jahrhunderts noch Reste des Beckens gesehen haben.:29 Während gewisse Quellen das Sammelbecken am Hang hinter der Kirche vermuten, lokalisieren sie andere unter der Kirche. Griechische Archäologen erwähnen, dass Reste unter dem Pflaster des Kirchhofs gefunden worden seien; eine archäologische Untersuchung der Stelle habe aber nicht stattgefunden. Die Größe des Beckens wird auf etwa neun mal zehn Meter geschätzt.:29 In der Antike dürfte der Quellaustritt noch etwas höher gelegen haben als heute.:31

### Reste des Kanals in Agios Georgios

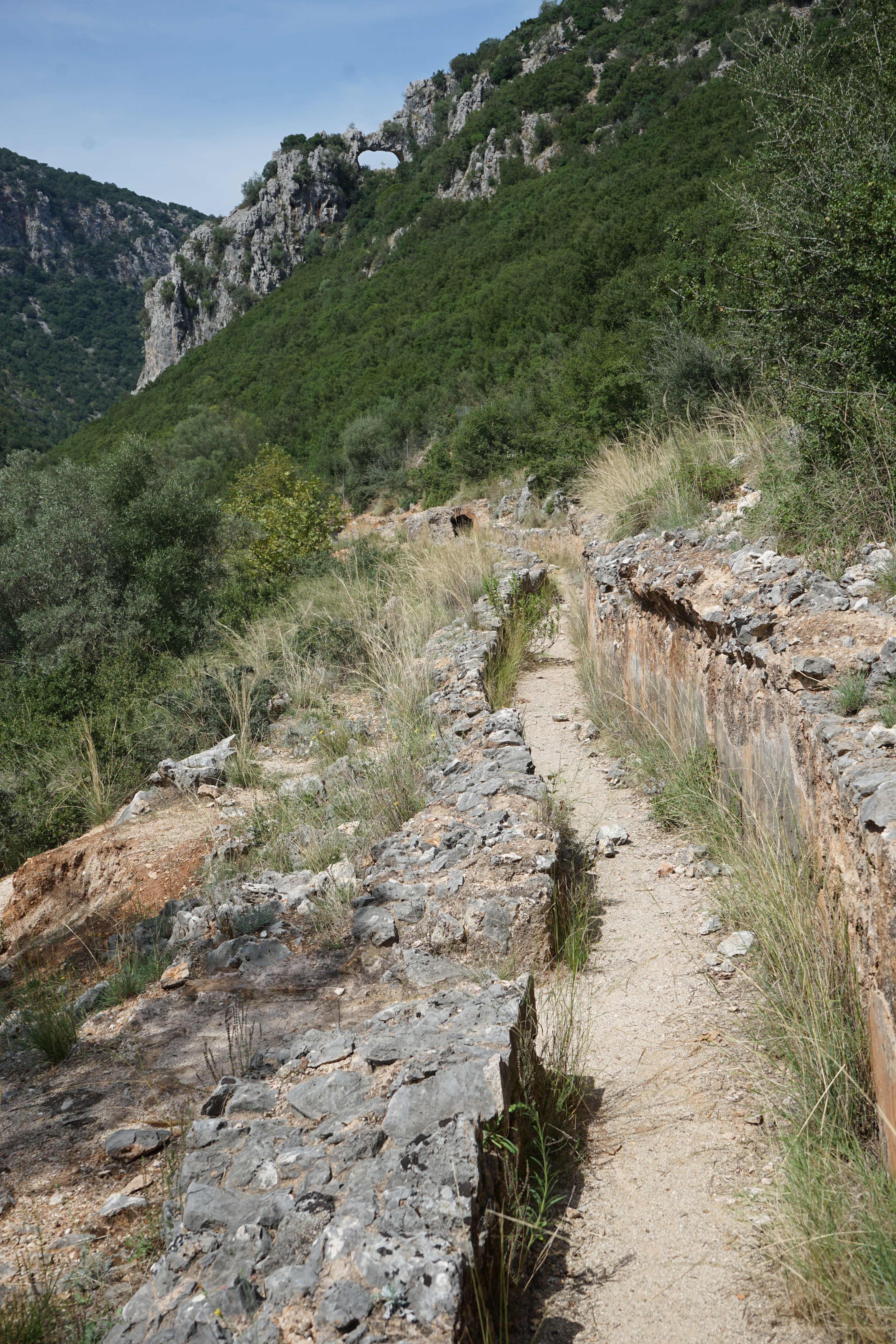
Die erhaltene Kanalrinne bei Agios Georgios

Rund 80 Meter nordwestlich der Kirche beginnt ein erhaltenes Stück der Wasserleitung. Es ist Teil eines rund 230 Meter langen Abschnitts, der den Osthang des Louros-Tals nordwärts (talaufwärts) entlang zu den Brücken über den Louros führt. Auf ein paar Metern blieb die Abdeckung des Kanals erhalten, das einzige noch vorhandene Gewölbe der einst 50 Kilometer langen Leitung. Bei der nördlichen Brücke führt ein kleines Stück des Kanals über die Brücken hinaus, vermutlich ein Überlauf an diesem Ende, mit dem auch der Wasserdruck reguliert werden konnte.:32

### Aquädukt-Brücken über den Louros

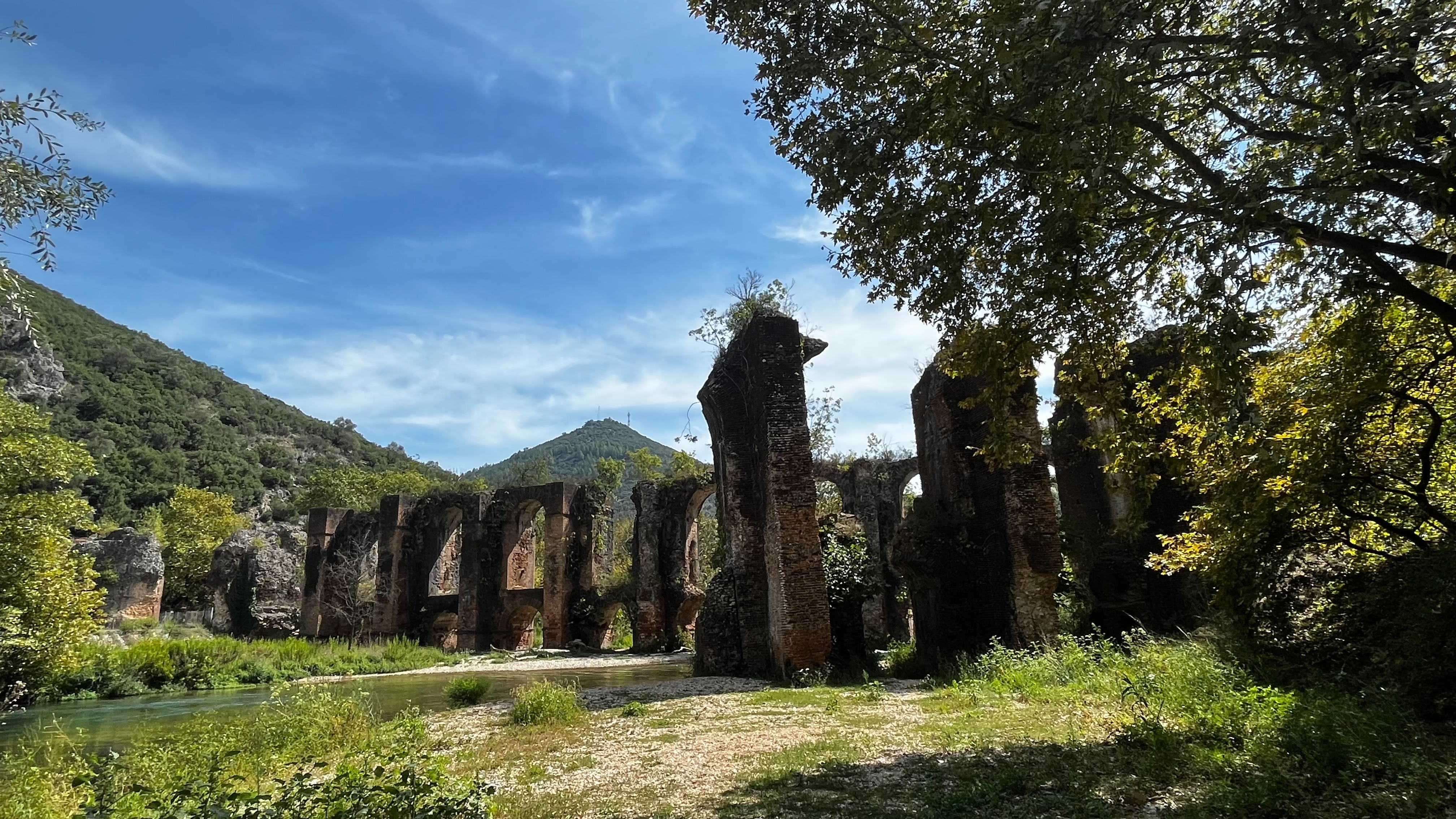
Pfeiler der nördlichen Brücke („Arkade“) am Westufer vorne rechts, die südliche dahinter

Etwas mehr als 200 Meter nordwestlich der Kirche wurde bei Agios Georgios das Wasser mit Bogenbrücken (Aquädukt-Brücken) – oft als „Arkaden“ bezeichnete Bogenstellungen – über den Fluss auf die andere Talseite geführt. Von diesen beiden nebeneinander verlaufenden Brücken stehen heute noch große Teile mit Bögen, ein eindrücklicher Überrest der langen Leitung.
Die Brücken führen in südwestliche Richtung, praktisch rechtwinklig zum Flusslauf über das Tal. Die nördliche Brücke ist 140 Meter lang. Die südliche Brücke ist mit 120 Metern etwas kürzer. Beide Bauten haben eine erhaltene Höhe von maximal 14 Metern.
Es wird vermutet, dass die nördliche Brücke der ursprünglichen Wasserführung diente und die südliche Brücke eine nachträgliche Änderung oder Ergänzung ist. Die Bauweisen unterscheiden sich leicht. Erstellt wurden die Brücken aus Ziegeln, die Innenräume wurden mit Schutt und Mörtel gefüllt.:34

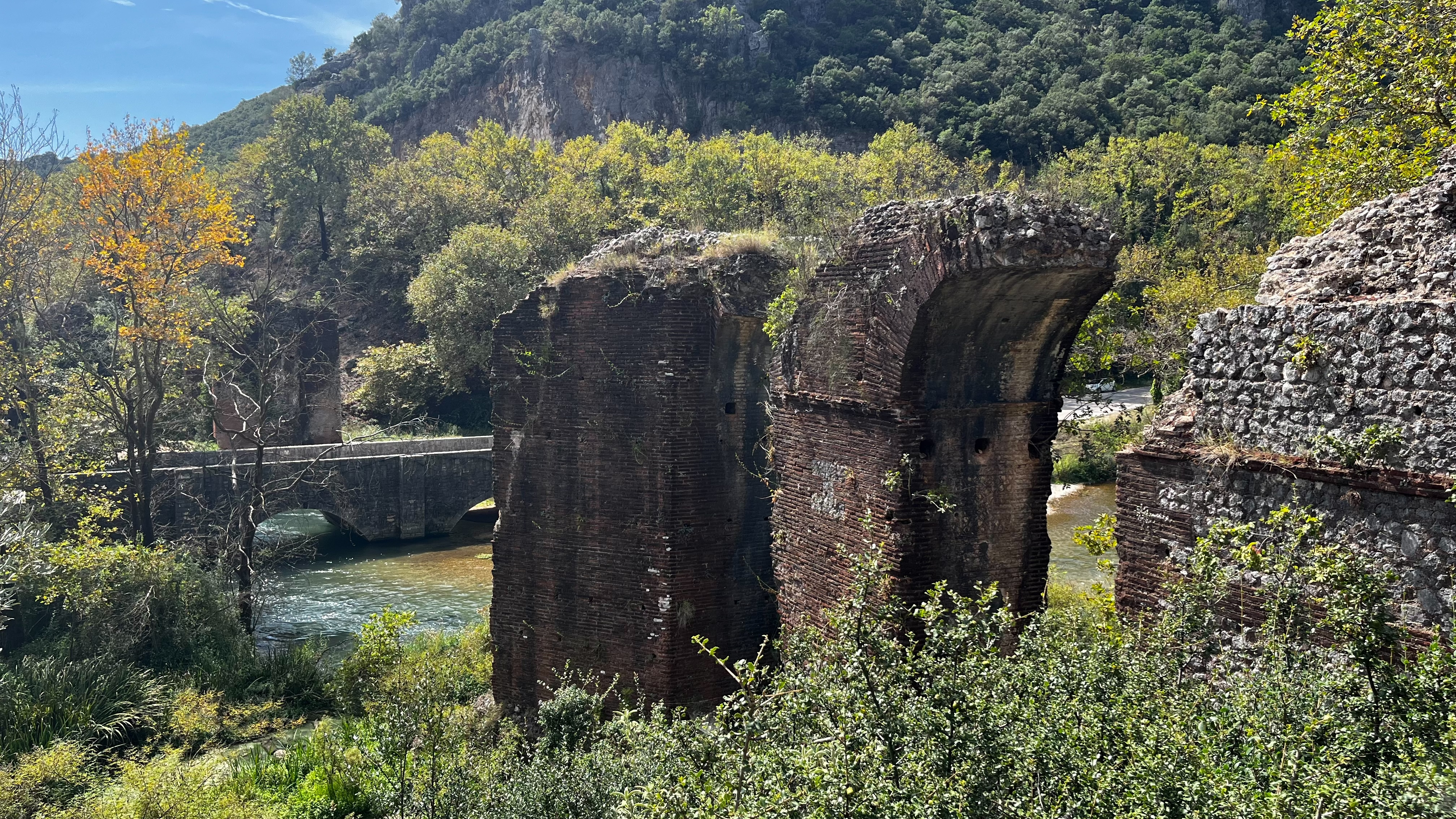
Pfeiler der Nordbrücke auf der Ostseite des Tals

Die ältere nördliche Brücke ist im Bereich des Flusses zerstört. Es sind lediglich zwei Pfeiler am Beginn im Osten und vier Pfeiler auf der Westseite erhalten. Pläne zeigen einen leichten Knick nach Süden an einem etwas breiteren, nicht mehr erhaltenen Pfeiler in der Mitte des Tals.:30 Die nördliche Brücke musste wohl schon in der ersten Hälfte des 2. Jahrhunderts unter Hadrian verstärkt werden.:45 Möglicher Grund für die Instabilität könnte die Bauausführung mit nur einer Bogenreihe gewesen sein. An verschiedenen Orten ist erkennbar, dass die Konstruktion nachträglich verstärkt werden musste. Die statischen Probleme waren wohl so groß, dass man sie als unlösbar erachtete und eine neue Talquerung notwendig wurde. Vielleicht brach die Nordbrücke schon zu römischer Zeit ein.:49 f

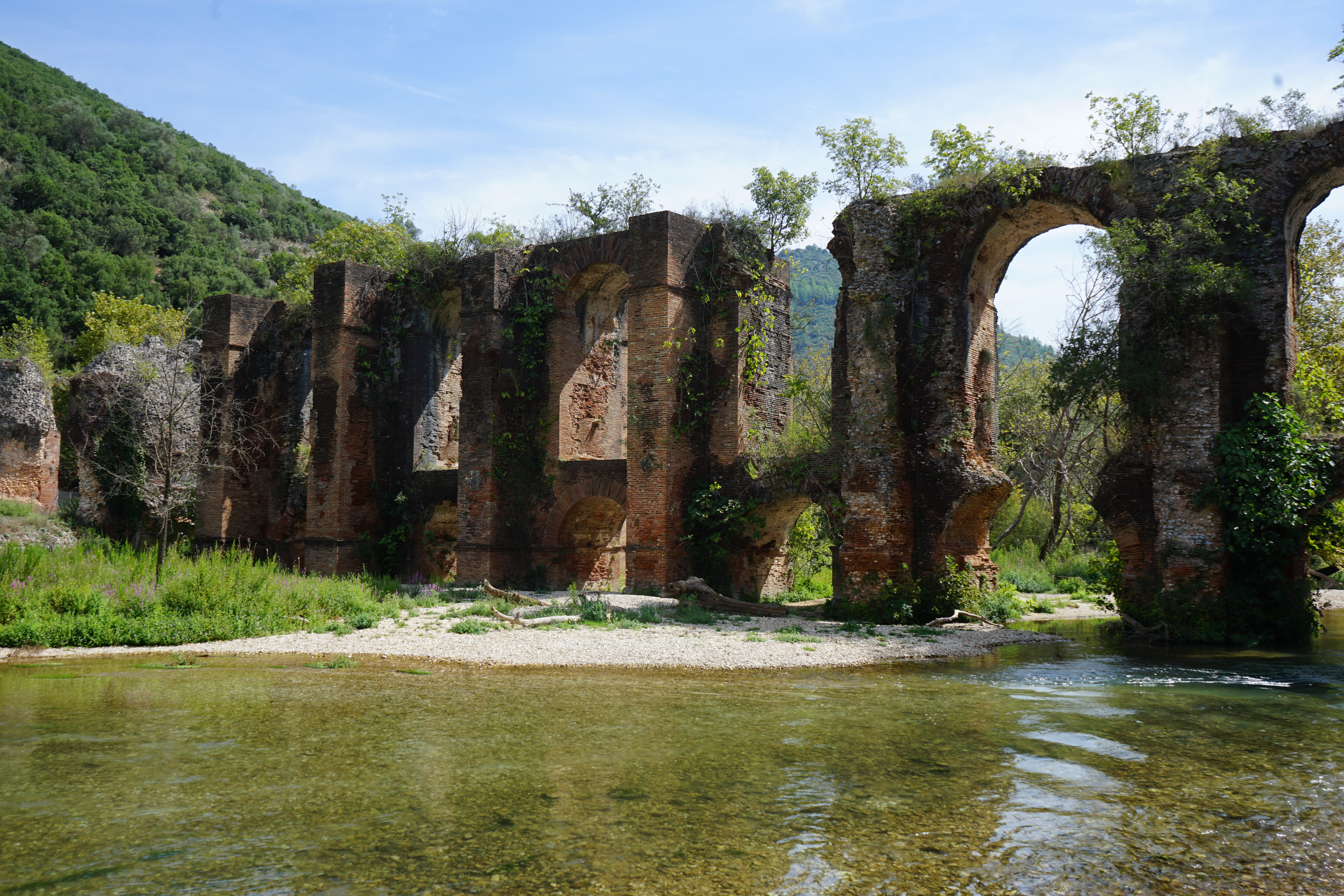
Die Südbrücke ist noch weitgehend erhalten

Die südliche Brücke ist noch deutlich besser erhalten, nur einige Bögen sind zerfallen. Ihr Verlauf weicht rund 35° von der nördlichen Brücke ab.:32 Diese Brücke bestand aus 15 Pfeilern. Die oberen Bögen sind deutlich höher ausgelegt als die unteren. Am Ostrand ist die harmonische Verteilung der Pfeiler durch größere Abstände gestört: Wo heute die querende Straße nach Agios Georgios verläuft, war früher der Fluss, der mit zwei großen Bögen überwunden wurde.:34 f Der Flusslauf war in der Antike anders als heute: Der Louros machte einen deutlich weiteren Bogen nach Osten.:30 Bautechniken weisen auf eine Errichtung im späten 2. oder frühen 3. Jahrhundert unter Commodus oder der Severer-Dynastie hin.:45
Die beiden Brücken laufen im Südwesten aufeinander zu. Von ihrem Ende an der Westseite des Tals ist nichts mehr erhalten, dieser Abschnitt wurde beim Bau der Nationalstraße von Arta nach Ioannina zerstört.:51 Gleiches gilt für den weiteren Verlauf der Wasserleitung nach Süden an der westlichen Talseite, der nicht mehr erhalten ist. Heute verläuft in diesem Bereich die Nationalstraße.:32

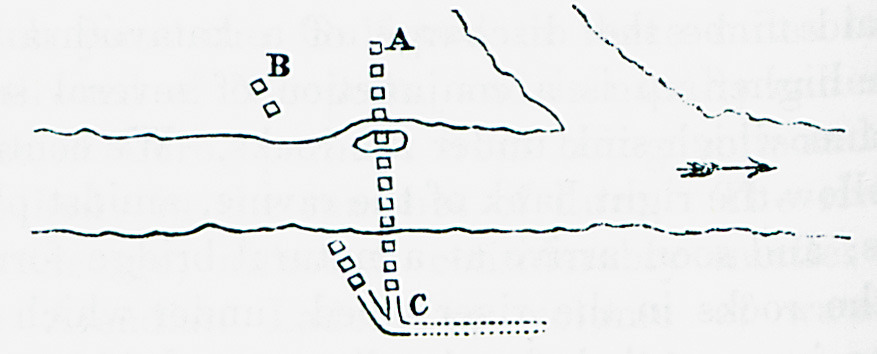
Die beiden Brücken auf einer Zeichnung von William Martin Leake (1824); die Nordbrücke B–C links; rechts oben ist als Zufluss in den Louros der Abfluss der Quelle eingezeichnet

### Tunnel von Kokkinopilos
Rund anderthalb Kilometer südlich der Brücken – direkt an der Nationalstraße – befindet sich der Eingang eines Tunnels. Hier wurde der Aquädukt von Nikopolis durch den Hügel nach Westen ins nächste Tal geführt. Der westliche Tunnelausgang konnte bisher noch nicht identifiziert werden. Die Länge des Tunnels wird auf 400 bis 500 Meter geschätzt.:35
Der Tunneleingang ist etwa vier Meter hoch. Die Decke fällt aber rasch auf rund anderthalb Meter ab. Spuren von Grabungswerkzeugen sind an den Tunnelwänden erkennbar. Der Verlauf ist nicht gerade, sondern windet sich s-förmig gleich nach dem östlichen Eingang.:53
Im Abstand von 40 bis 50 Metern wurden Belüftungsschächte von der Oberfläche zum Tunnel gegraben, die teilweise noch erkennbar sind. Diese Schächte dienten auch als Zugang für Instandhaltungsarbeiten, waren aber auch wichtig beim Bau, um das Gefälle bestimmen zu können.:53
Ein Teil des Tunnels ist mit Mauerwerk ausgekleidet, entweder ein Versuch, die Strömungsgeschwindigkeit durch Verengung zu erhöhen, oder ein Stützwerk für den Schacht darüber.:56
Das Gebiet von Kokkinopilos oberhalb des Tunnels gilt als bedeutender altsteinzeitlicher Fundplatz, der bereits vor 200.000 Jahren besiedelt worden war. Der griechische Name verweist auf den vorherrschenden Boden, durch den der Tunnel gegraben wurde: Terra rossa.:35

### Flussquerung und weitere Reste im Tal des Xiropotamos
Nach Kokkinopilos musste die Wasserleitung einen Bach, den Dichalo Rema, queren. Von der zwei bis drei Meter langen Brücke sind noch wenige Reste erhalten. Anhand Sinterablagerungen lässt sich auf ihre ursprüngliche Funktion im Zusammenhang mit dem Aquädukt schließen.:36
Weitere Hinweise der Leitung finden sich im anschließenden Tal des Xiropotamos (griechisch Ξηροπόταμος, nordwestlich von Filippiada): Nördlich der Akropolis von Kastro Rizovouni (griechisch Ριζοβούνι, rund zweieinhalb Kilometer südlich vom Tunnelausgang) gibt es Reste der Leitung. Beim Dorf Thesprotiko (griechisch Θεσπρωτικό) an der gegenüberliegenden, westlichen Seite des Xiropotamos-Tals rund fünf Kilometer westlich vom Tunnel wurde ein unterirdischer Verlauf der Leitung entdeckt.:36
Unklarheit besteht über den Verlauf der Leitung zwischen diesen beiden Punkten. Eine mögliche Variante ist ein weiter Bogen nach Norden tief ins Tal des Xiropotamos, der Höhenlinie folgend. Eine andere These schlägt einen rund ein Dutzend Kilometer kürzeren Verlauf vor, der das Tal mit Kunstbauten quert (vgl. die beiden möglichen Verläufe auf obenstehender Karte).:28, 36

### Stützmauer von Stefani und weitere Reste rund um Louros

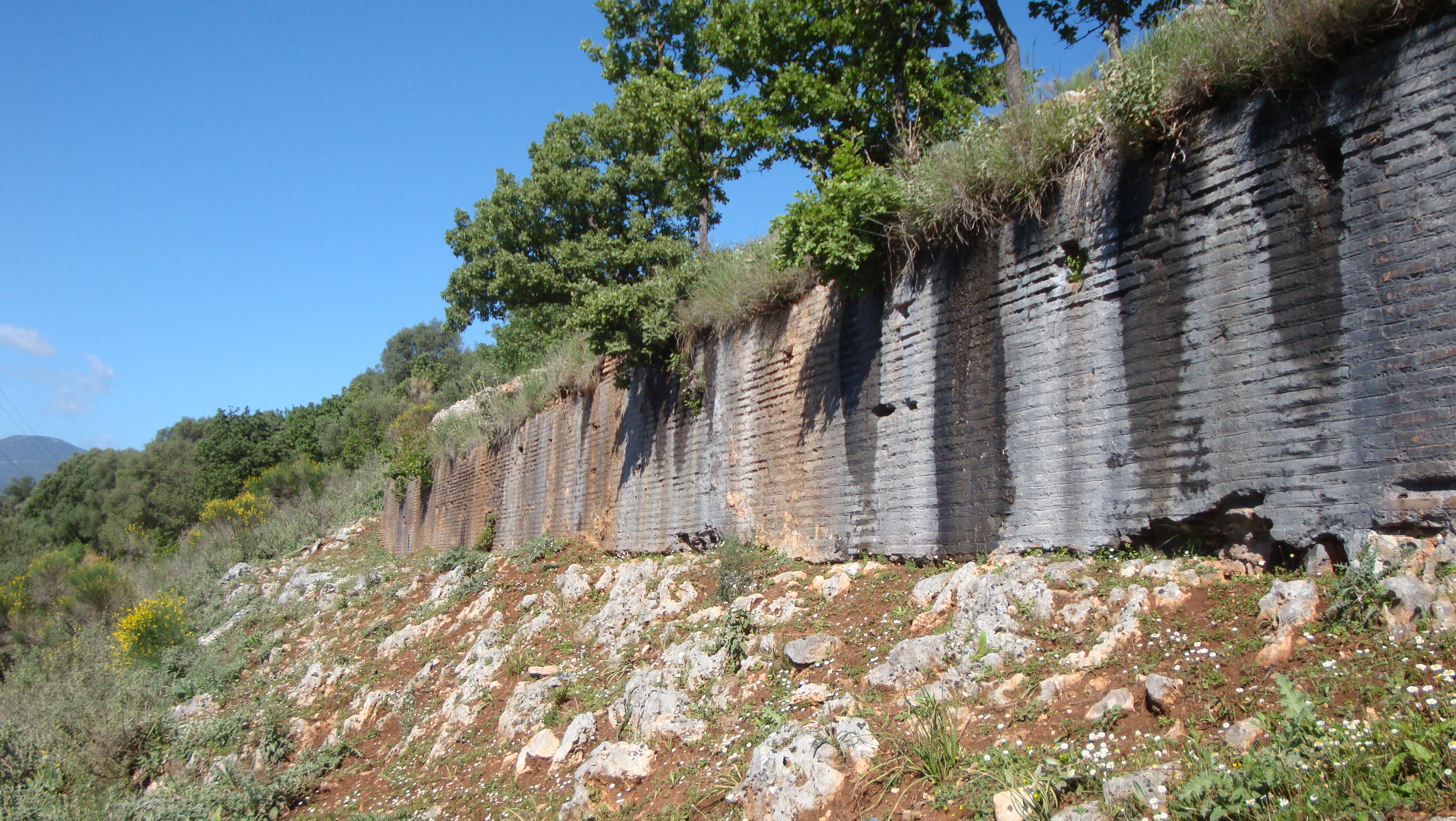
Reste des Aquädukts bei Stefani

Der nächste Leitungsrest findet sich sechseinhalb Kilometer südlich bei Stefani (griechisch Στεφάνη). Dieses Dorf liegt zwei Kilometer nordöstlich von Louros (griechisch Λούρος) an der Straße Louros–Filippiada. Im Nordwesten hoch über dem Dorf am Hang des Berges Valaoritis verläuft der antike Aquädukt. 
Auf einen rund 20 Meter langen Tunnel folgt ein oberirdisches Stück. Im steilen Gelände musste eine rund 60 Meter lange Stützmauer errichtet werden (opus mixtum), auf der der Kanal zu liegen kam. Diese Mauer musste auf rund 30 Metern Länge nachträglich verstärkt werden (opus testaceum). Ein weiteres Stück Stützmauer wurde wohl später aufgegeben und durch eine in den Berg gehauene, parallel verlaufende Rinne ersetzt.
900 Meter weiter westlich findet sich bei der Kirche Agia Paraskevi oberhalb von Skala Louros im Berghang ein weiteres, tief eingeschnittenes Stück Kanal, das gut erhalten ist.
Nordwestlich von Louro beim Dorf Sfinoto (griechisch Σφηνωτο) sind drei Pfeiler einer Brücke erhalten, die den Aquädukt überführte. Danach wendete sich die Wasserleitung nach Süden, wie ein weiteres unterirdisches Stück bezeugt. Im weiteren Verlauf nach Süden sind entlang des Osthangs des Berg Zalongo weitere Teilstücke nachgewiesen, teilweise unterirdisch, teilweise als Brücke über Bäche.:36 f

### Säulenreste bei Archangelos

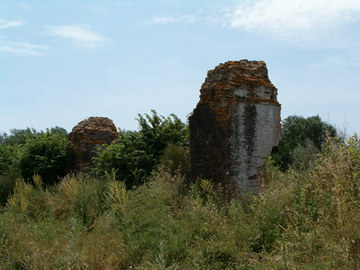
Reste des Aquädukts südlich von Archangelos

Rund um das Dorf Archangelos (griechisch Αρχάγγελος) zehn Kilometer Luftlinie nördlich von Nikopolis finden sich zwei Reste von Brückenpfeilerreihen.
Nordöstlich vom Dorf, 500 Meter Luftlinie von der Kirche entfernt, geht der oberirdische Kanal in eine Brücke über. Von dieser Überführung eines Bachs in einer Senke sind nur noch ein Teil der Pfeiler über eine Länge von etwa 50 Metern erhalten. Von 19 identifizierten Pfeilern sind in der dichten Vegetation elf sichtbar; sie erreichen Höhen von bis zu sieben Metern. Zwei Pfeiler stehen um rund dreieinhalb Meter versetzt zur Linie der neun anderen: ein Hinweis, dass hier die Brücke einst durch einen parallelen Neubau ersetzt werden musste. Für die Fortsetzung jenseits des Baches gibt es keine Hinweise.
Das Gebiet des heutigen Dorfes Archangelos querte der Aquädukt unterirdisch.
Am südlichen Dorfeingang findet sich beidseits der Nationalstraße eine weitere Säulenreihe. Dem Gelände folgend, hatten diese Pfeiler wiederum unterschiedliche Höhen. Teilweise sind sie noch recht gut erhalten.:37 Es stehen noch 13 Brückenpfeiler; weitere Pfeiler mussten beim Bau der Nationalstraße abgetragen werden. Auch hier gab es eine zweite, parallele Brücke. Von ihr sind aber nur noch Fundamente der Pfeiler erhalten. Vielleicht wurde die neue Brücke in einer späteren Restaurationsphase errichtet.:63 ff
Im weiteren Verlauf wurde der Aquädukt immer wieder unterirdisch geführt. Weiter südlich, östlich vom Dorf Kanali (griechisch Κανάλι), querte eine weitere Brücke einen Bach.:37

### Umfeld von Nikopolis

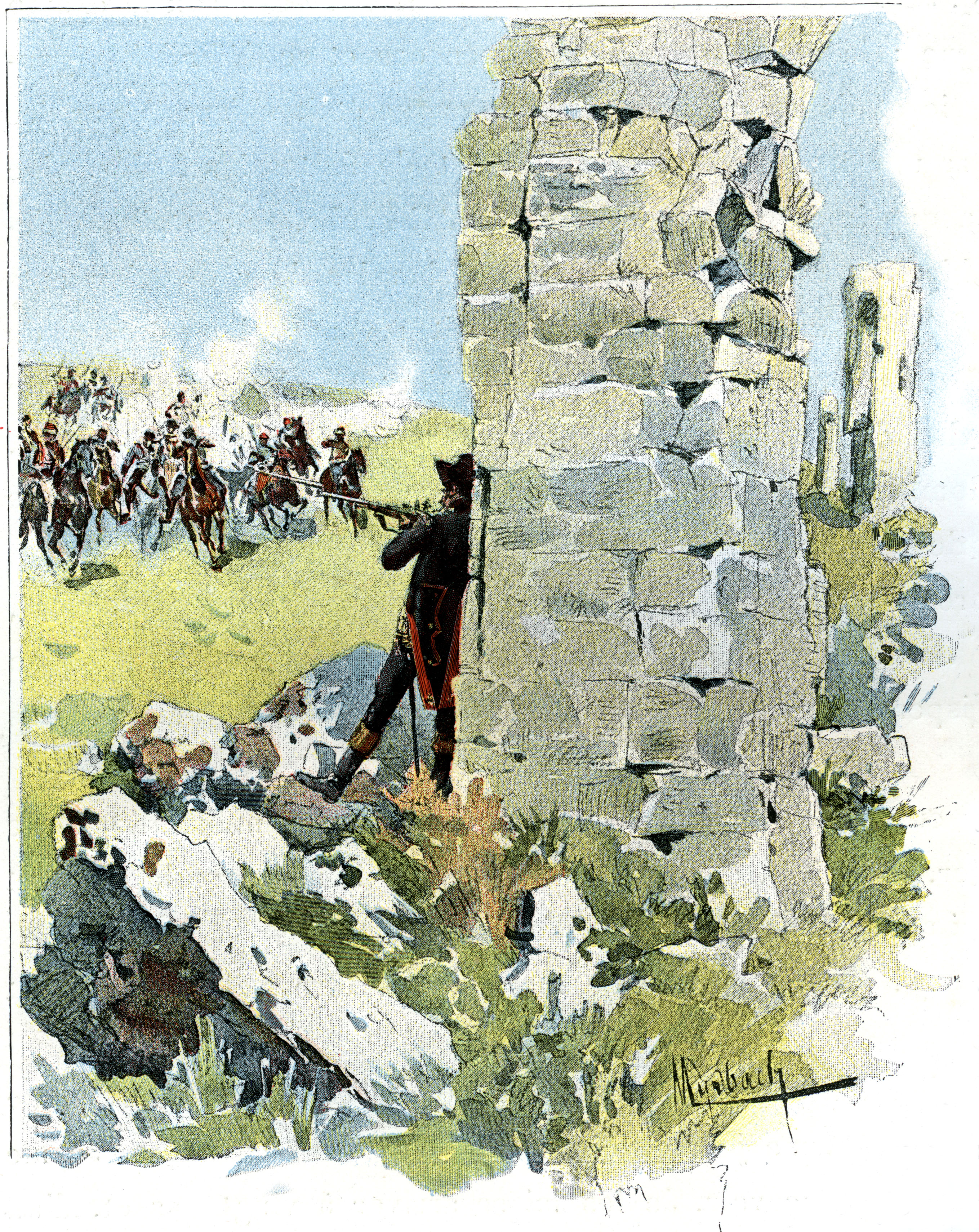
Pfeiler des Aquädukts auf einer Darstellung zur Schlacht von Nikopolis (1798)

Durch die Ebene rund um Nikopolis, die der Aquädukt im Nordwesten erreichte, war wieder eine hochgelagerte Führung auf Säulen notwendig. Die Säulenreihe gabelte sich rund anderthalb Kilometer vor der Stadtmauer. Hier sind noch vier Pfeiler erhalten. Bei diesen vier Säulen aus unterschiedlichen Ziegelsteinen handelt es sich wohl um nachträgliche Ausbesserungen beziehungsweise um einen Ersatz bestehender Säulen. Sie zeugen vom aufwendigen Unterhalt, den eine solch lange Wasserversorgung laufend erforderte.
Der nach Osten führende Zweig versorgte die Vorstadt Proasteion mit Wasser. Das Gelände der Aktischen Spiele verfügte über zwei öffentliche Bäder. Reste von Säulen südlich des Stadions weisen auf einen Anschluss der nördlichen Thermen von Nikopolis an das Wassernetz. Auf frühen archäologischen Plänen ist eine Fortsetzung dieser Wasserleitung nach Süden verzeichnet.
Die Hauptleitung führte von oben erwähnter Verzweigung nach Süden, am Stadtrand entlang dem Verlauf der hier nie errichteten Stadtmauer folgend.:39

### Nymphäen am Westtor

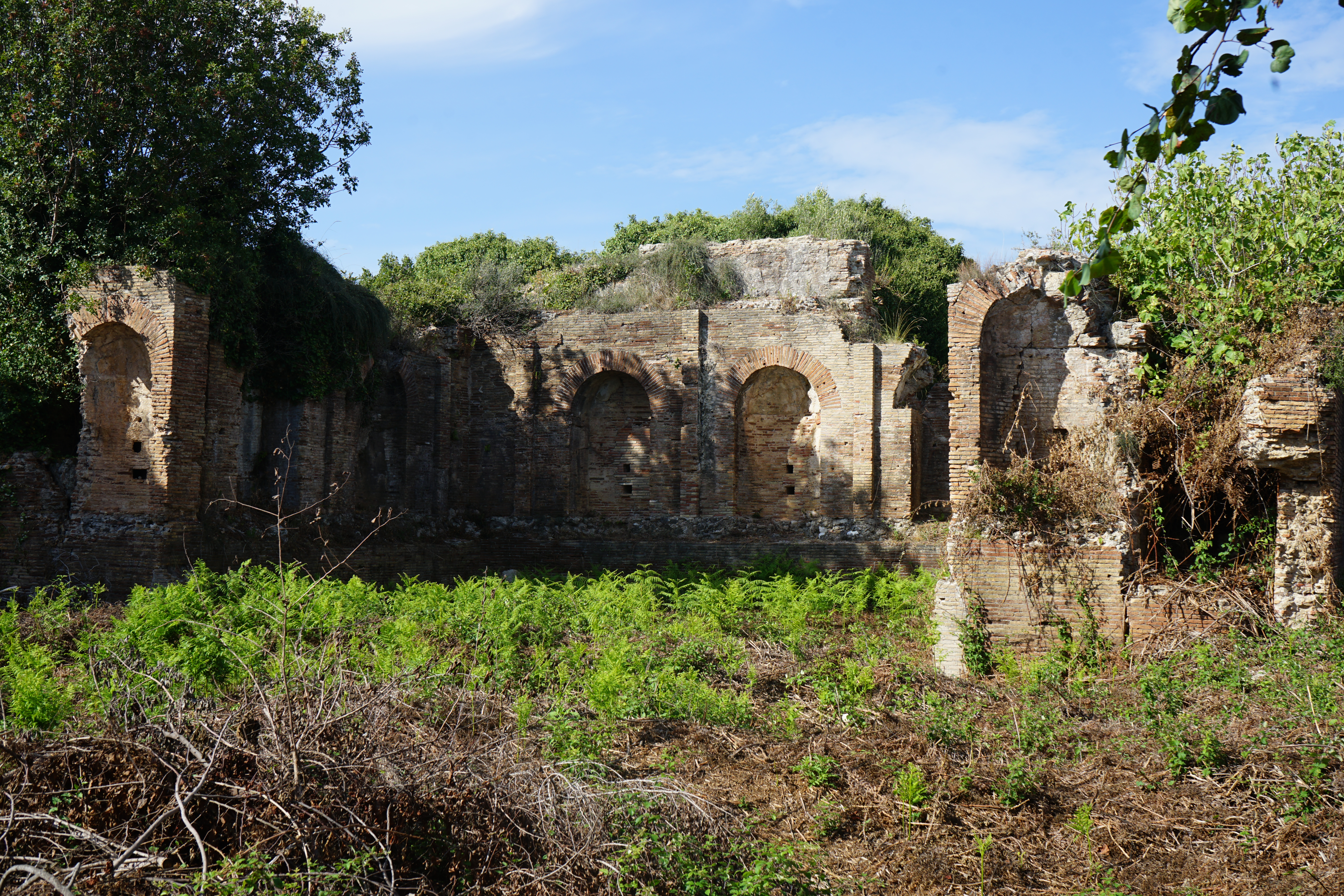
Nord-Nymphäum, deutlich erkennbar die Nischen an der Rückwand

Anschließend an das Westtor der Stadt lagen zu beiden Seiten der West-Ost-Achse der Stadt (decumanus maximus) zwei übereinstimmend aufgebaute Nymphäen: große, reich verzierte öffentliche Brunnenanlagen, die vom Aquädukt gespeist wurden. Der südliche Bau stammt vermutlich aus der ersten Hälfte des 2. Jahrhunderts, das nördliche Nymphäum aus dem frühen 3. Jahrhundert. Getrennt werden sie von der 26 Meter breiten Straße.
Die rechteckigen Wasserbecken waren auf den drei der Straße abgewandten Seiten von hohen, dicken Mauern umgeben, die mit Marmor ausgekleidet waren. In sieben:41 großen Nischen entlang der Wände auf einer Höhe von 1,85 Metern waren die Brunnenhähne angebracht, aus denen das Wasser sprudelte. Weitere Nischen enthielten Statuen von Kaisern, Stiftern und Gottheiten. Die Nymphäen waren vermutlich sieben Meter hoch; im Gegensatz zu vielen anderen waren sie nur einstöckig ausgelegt.:41
Der Aquädukt querte die Straße im oberen Bereich des Stadttores, das komplett zerstört ist. Hinter der Rückwand der Nymphäen waren hochgelagerte Becken (castellum aquae), aus denen das Wasser in Bleileitungen zu den Hähnen geleitet wurde. Das überfließende Wasser aus dem Becken wurde in einem offenen Steinkanal abgeleitet.

Plan des Westtors mit Aquädukt und Nymphäen (als „Reservoir“ bezeichnet), 1835 erstellt durch T. L. Donaldson

### Wasserverteilung in der Stadt

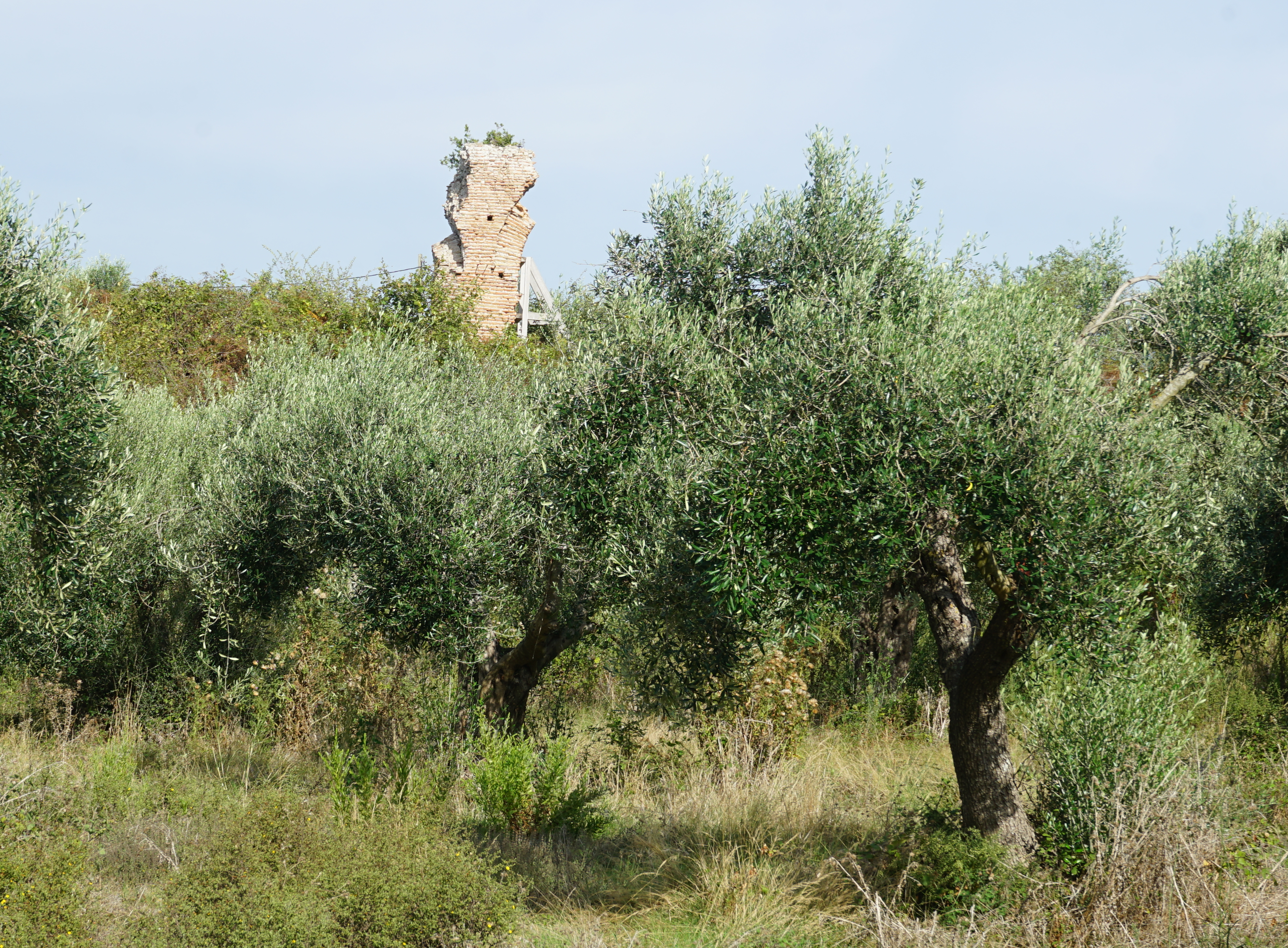
Einzelner Pfeiler des Aquädukts südlich vom Westtor

Der Aquädukt führte über das Westtor hinaus und folgte dem westlichen und südlichen Stadtrand. Sein Verlauf wird mit der Stadtmauer gleichgesetzt: Die Pfeiler sind gleich innerhalb der Mauern zu erkennen. Nördlich vom Westtor finden sich keine Mauerreste. Die Stadtbefestigung scheint zumindest stellenweise mehr einen repräsentativen als einen funktionalen Charakter gehabt zu haben. Auch in diesem Teil der Leitung finden sich Ausbesserungsarbeiten an den Pfeilern. Die Bauqualität in diesem Abschnitt war nicht besonders hoch, was auf eine spätere Bauphase verweist.:69 f

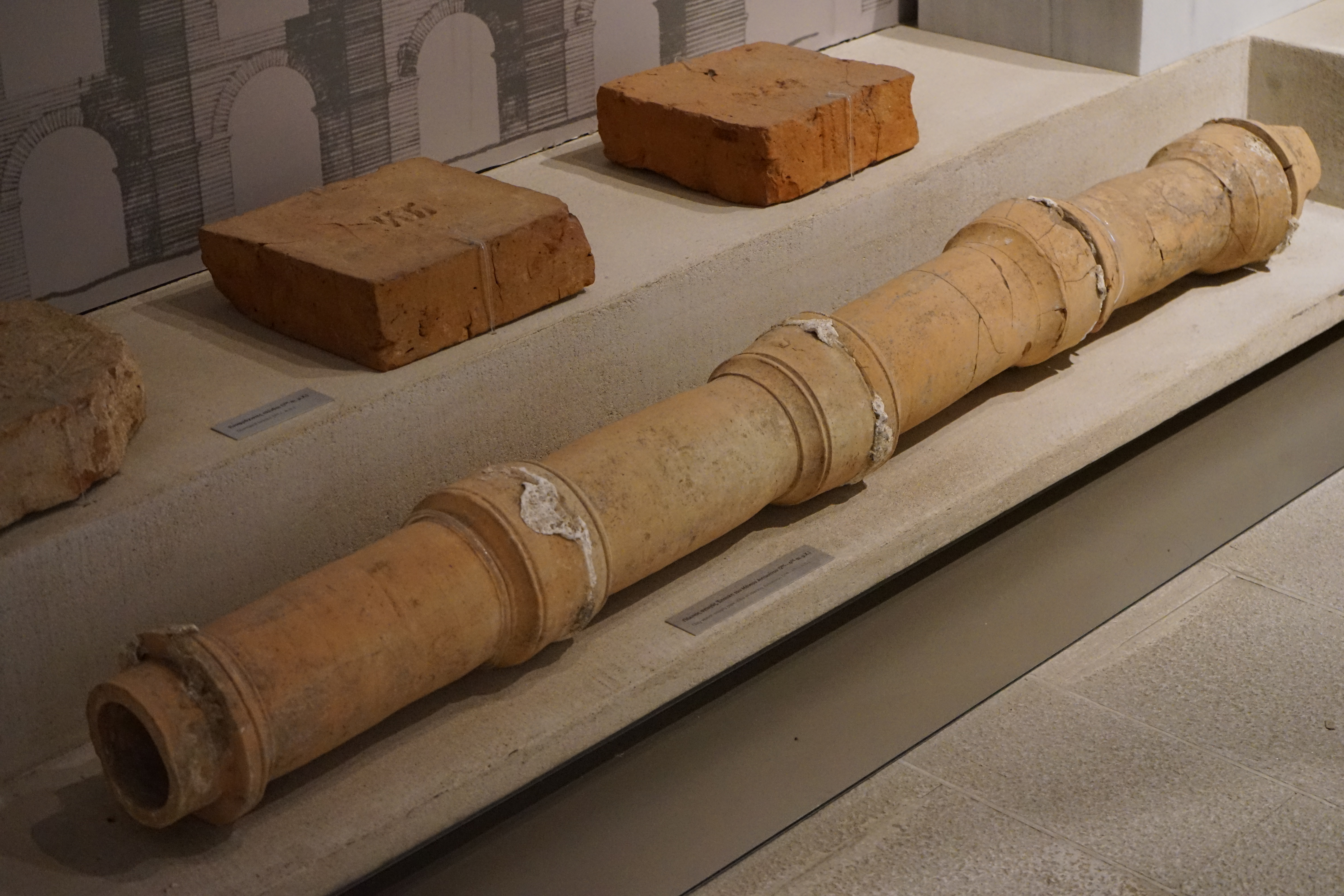
Wasserleitung im Museum vom Nikopolis

Reste des castellum divisorium, des Verteilbeckens am Ende des Aquädukts, von wo aus die einzelnen Stadtteile und die südlichen Thermen mit Wasser versorgt wurden, konnten nicht identifiziert werden. Man vermutet seine Lage aber beim Südosttor, wo sich die Reste des Aquädukts verlieren. Generell wurde Wasser in römischen Städten mit hochgelagerten, Pfeiler-gestützten Leitungen oder unterirdisch zu kleineren Wassertürmen verteilt, von wo aus die Feinverteilung zu den Verbrauchern geschah. Zwei dieser Wassertürme (castellum) wurden in Nikopolis gefunden, einer an zentraler Lage bei der Kreuzung der wichtigsten Straßenachsen.:42

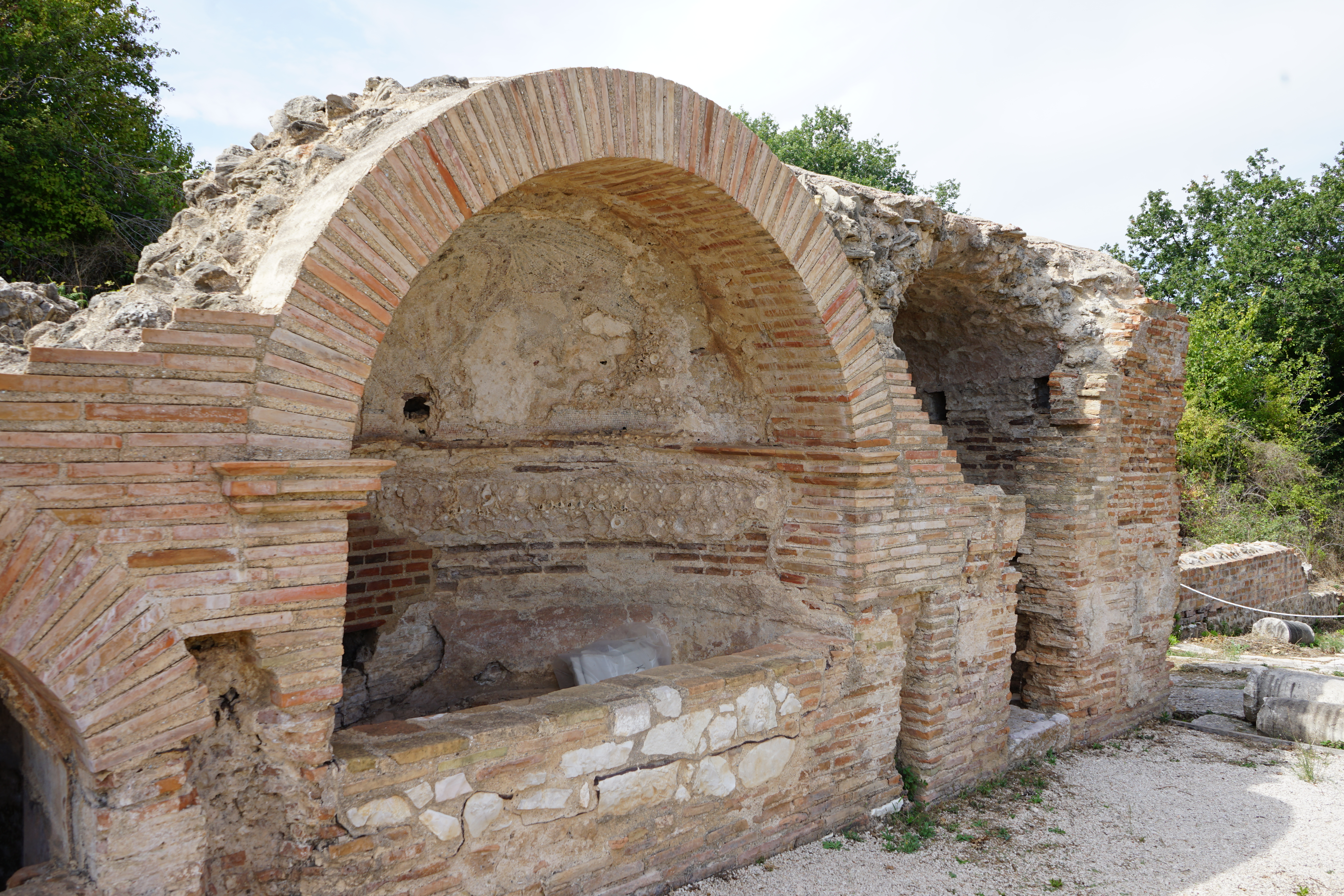
Kleines Nymphäum

Ein kleines Nymphäum wurde im Nordosten der Stadt beim Haus des Ekdikos Georgios ausgegraben. Es könnte für religiöse Rituale genutzt worden sein. Ein Verteilbecken für das Wasser befand sich im Dach des Gebäudes.:42
Innerhalb der Stadt war das Wasser im ständigen Fluss und diente auch zur Erhaltung der Hygiene, indem Abwässer direkt dem Meer zugeleitet wurden.:71